# 奥川上駅
座標: 北緯47度6分47秒 東経142度35分15秒 / 北緯47.11306度 東経142.58750度
奥川上駅（おくかわかみえき）は、樺太豊栄郡豊北村に存在した鉄道省川上線の駅。

## 歴史
- 1914年（大正3年）4月10日 - 樺太庁鉄道川上線小沼駅 - 当駅間開通により開業。
- 1922年（大正11年）10月1日 - 当駅 - 川上炭山駅間延伸開業。
- 1943年（昭和18年）4月1日 - 南樺太の内地編入にともない、鉄道省に移管。
- 1945年（昭和20年）8月 - ソ連軍が南樺太へ侵攻、占領し、駅も含め全線がソ連軍に接収される。
- 1946年（昭和21年）2月1日 - 日本の国有鉄道の駅としては、書類上廃止。
- 1946年4月1日 - ソ連国鉄に編入。ロシア語駅名は「テプロヴォーツカヤ・サハリンスカヤ」。
- 1997年 - 旅客運輸廃止。
- 2004年 - 廃止。

## 運行状況
- 上りは豊原駅行き下りは川上炭山駅行きで4往復していた。

## 隣の駅
鉄道省樺太鉄道局
川上線
本川上駅 - 奥川上駅 - 中山駅